# Christian LeBlanc
Christian Jules LeBlanc (ur. 25 sierpnia 1958 w Fort Bragg) – amerykański aktor telewizyjny.

## Życiorys

### Wczesne lata
Urodził się w Fort Bragg w stanie Karolina Północna jako drugie z ośmiorga dzieci Alice Marie Marx LeBlanc (1931–2003) i emerytowanego majora Andre Victora LeBlanca (1925–2014), zasłużonego weterana i zdobywcy Brązowej Gwiazdy. Wychowywał się z czterema braćmi – Andre Victorem, Denisem Charlesem, Markiem Josephem i Jean-Paulem oraz dwiema siostrami – Michelle Marie i Ann-Marie. Gdy ojciec był już na emeryturze, znalazł dla swojej rodziny nowy dom na plantacji Colomb dla swojej rodziny w Convent w stanie Luizjana. 
Uczył się w jezuickiej szkole w Nowym Orleanie i ukończył z wyróżnieniem Tulane University na wydziale historii starożytnej i medycyny. Był przygotowany do egzaminów wstępnych do szkoły medycznej, zanim został zauważony przez lokalnego fotografa i podjął pracę jako model. Ostatecznie wylądował w Nowym Jorku pracował jako boy hotelowy dla Leony Helmsley.

### Kariera
W 1982 zaproponowano mu rolę w serialu PBS Edycja Point. 26 listopada 1991 przyjął rolę inteligentnego, socjopatycznego prawnika Michaela Baldwina w operze mydlanej CBS Żar młodości (The Young and the Restless), za którą dwukrotnie otrzymał nagrodę Daytime Emmy (20 maja 2005, 15 czerwca 2007).
Pojawił się również gościnnie w jednym z odcinków serialu Showtime Pamiętnik Czerwonego Pantofelka (Red Shoe Diaries, 1994), który ukazał się na wideo w 2000.

## Życie prywatne
20 czerwca 2021 ujawnił w podkaście Maurice’a Benarda State of Mind, że jest gejem i od 28 lat żyje w związku ze swoim mężem.

## Filmografia

### Filmy wideo
- 1998: Zaniepokojenie przy obiedzie (The Disturbance at Dinner) jako Klepiący w kabinie
- 2000: Pamiętnik Czerwonego Pantofelka 18: Gra (Red Shoe Diaries 18: The Game) jako Leonardo
- 2000: Szczenięca miłość (Puppy Love) jako John Luster

### Filmy TV
- 1993: Perry Mason: Zabójczy pocałunek (Perry Mason: The Case of the Killer Kiss) jako Szeryf
- 1991: Nasiona tragedii (Seeds of Tragedy) jako kierowca

### Seriale TV
- 1984: As the World Turns jako Kirk McColl
- 1986: Hotel jako Daniel
- 1986: Riptide
- 1987: Zdrówko (Cheers) jako Asystent #2
- 1988: W gorączce nocy (In the Heat of the Night) jako Patrol Junior Abernathy
- 1991: Ogień Gabriela (Gabriel's Fire) jako Kyle Ray
- 1991: Monsters
- 1991-93: Żar młodości (The Young and the Restless) jako Michael Baldwin
- 1994: Pamiętnik Czerwonego Pantofelka (Red Shoe Diaries) jako Leonardo
- 1995: Diagnoza morderstwo (Diagnosis Murder) jako Coach Caldwell
- 1997-: Żar młodości (The Young and the Restless) jako Michael Baldwin
- 2005: As the World Turns jako Michael Baldwin